# Григорян, Артак Гарегинович
Арта́к Гареги́нович Григоря́н (арм. Արտակ Գարեգինի Գրիգորյան; 19 октября 1987, Ереван, Армянская ССР, СССР) — армянский футболист, полузащитник клуба «Пюник».

## Клубная карьера
Начал увлекаться футболом с 6 лет. Интерес к данному виду спорта пристрастили отец с дядей. Ввиду отсутствия альтернатив, начал заниматься футболом. С того же года пошёл в футбольную школу города Абовяна, в которой занимался вплоть до своего 16 летия.

### «Арарат» (Ереван)
Свою профессиональную карьеру начал в ереванском «Арарате». Первый контракт заключил в 2005 году. Первые сезоны отыграл за дубль в Первой лиге, а в 2008 году изредка стал попадать в заявки на матч в Премьер-лиги. Но игра не складывалась у Григоряна, к тому же главный тренер Ашот Киракосян, редко доверял Григоряну место на поле. С приходом на тренерский мостик Аркадия Андриасяна в 2009 году, дела Григоряна заметно преобразились. Частый выход на поле сыграл свою роль в изменении стиля игры. Григорян начал мыслить на поле. В том же году, матче за Суперкубок Армении, Григорян вышел на поле на позиции форварда. Итог матча 2:1 в пользу «Арарата». Сам Григорян стал автором двух мячей в ворота «Пюника». По окончании сезона вошёл в список 10 номинантов на звание «Лучшего футболиста Армении 2009 года». Но не достиг наивысшего показателя при голосовании.
В начале февраля 2010 года Григорян проявил желание аннулировать свой контракт с «Араратом». Данное решение возникло из-за соглашения, которое, по мнению самого Григоряна, было подписано с нарушением закона. Григорян намеревался подать иск в соответствующий комитет ФФА и получить статус свободного агента. Свои тренировки Григорян проводил вместе с командой «Улисс». Футбольный клуб «Арарат», со своей стороны, обвинил руководство «Улисса», в «краже» игрока. Постольку поскольку за игрока «Арарат» не получил денежной компенсации. В «Улиссе», в лице исполнительного директора Гагика Галстяна, эти обвинения отвергли, заявив, что это у Григоряна существуют проблемы с «Араратом», а не у «Улисса».

### «Улисс»
Месяцем позже Григорян получил статус свободного агента, так как в ФФА приняли решение в пользу футболиста. Стало известно, что клуб заключил контракт с Григоряном, когда он был военнослужащим, что противоречит регламенту ФФА. Тут же был подписан договор с «Улиссом», в который стремился перейти ещё в конце 2009 года. В первом же сезоне Григорян стал обладателем бронзовых медалей первенства. А сезоном позже стал чемпионом Армении. В конце года продлил соглашение до июля 2013 года.

## Карьера в сборной
Под прицелами тренерского штаба национальной сборной, Григорян оказался после удачных игр в составе «Арарата». Начал призываться в сборную ещё в августе 2009 года, к отборочным матчам чемпионата мира, против сборных Боснии и Герцеговины и Бельгии. Однако в заявку на матче не попал. Спустя месяц Григорян вновь был приглашён для подготовки к отборочным матчам чемпионата мира. На сей раз против сборных Испании и Турции, но и тут ситуация оказалась той же.
Дебют всё же состоялся. 10 августа 2010 года, Григорян принял участие в товарищеском матче против сборной Ирана, выйдя на 89 минуте матча, заменив Артура Едигаряна. Спустя минуту сборная Ирана забивает третий мяч установив окончательный счёт матча — 3:1. Позже попадал только в предварительные списки и участвовал в неофициальном матче. Попал в заявку на памятный матч против сборной Словакии, но на поле не появился.

## Достижения

### Командные достижения
«Арарат» (Ереван)
- Обладатель Суперкубка Армении: 2009

«Улисс»
- Чемпион Армении: 2011
- Бронзовый призёр Чемпионата Армении: 2010

## Статистика выступлений
Данные на 20 мая 2012 года
| Клуб             | Сезон            | Чемпионат | Чемпионат | Кубки | Кубки | Еврокубки | Еврокубки | Всего | Всего |
| Клуб             | Сезон            | Матчи     | Голы      | Матчи | Голы  | Матчи     | Голы      | Матчи | Голы  |
| ---------------- | ---------------- | --------- | --------- | ----- | ----- | --------- | --------- | ----- | ----- |
| Арарат (Ереван)  | 2005             | 0         | 0         | 0     | 0     | 0         | 0         | 0     | 0     |
| Арарат (Ереван)  | 2006             | 0         | 0         | 0     | 0     | 0         | 0         | 0     | 0     |
| Арарат (Ереван)  | 2007             | 0         | 0         | 0     | 0     | 0         | 0         | 0     | 0     |
| Арарат (Ереван)  | 2008             | 7         | 0         | 1     | 0     | 0         | 0         | 8     | 0     |
| Арарат (Ереван)  | 2009             | 24        | 3         | 1     | 2     | 0         | 0         | 25    | 5     |
| Всего            | Всего            | 31        | 3         | 2     | 2     | 0         | 0         | 33    | 5     |
| Улисс            | 2010             | 26        | 4         | 4     | 0     | 2         | 0         | 32    | 4     |
| Улисс            | 2011             | 27        | 5         | 6     | 0     | 2         | 0         | 35    | 5     |
| Улисс            | 2012/13          | 8         | 0         | 8     | 0     | 2         | 0         | 18    | 0     |
| Всего            | Всего            | 61        | 9         | 18    | 0     | 6         | 0         | 85    | 9     |
| Всего за карьеру | Всего за карьеру | 92        | 12        | 20    | 2     | 6         | 0         | 118   | 14    |

| № | Дата            | Оппонент | Счёт | Голы Григоряна | Соревнование      |
| 1 | 11 августа 2010 | Иран     | 1:3  | 0              | Товарищеский матч |

Итого: 1 матч / 0 голов; 0 побед, 0 ничьих, 1 поражение.
(откорректировано по состоянию на 11 августа 2010 года)